# Оромо
Оро́мо (самоназвание — Oromoo, с амх. — «бродячие искатели земли») — кушитский народ, крупнейшая этническая группа Эфиопии, также живущая на севере Кении, в Судане и других странах. Численность — более 42,5 млн человек.

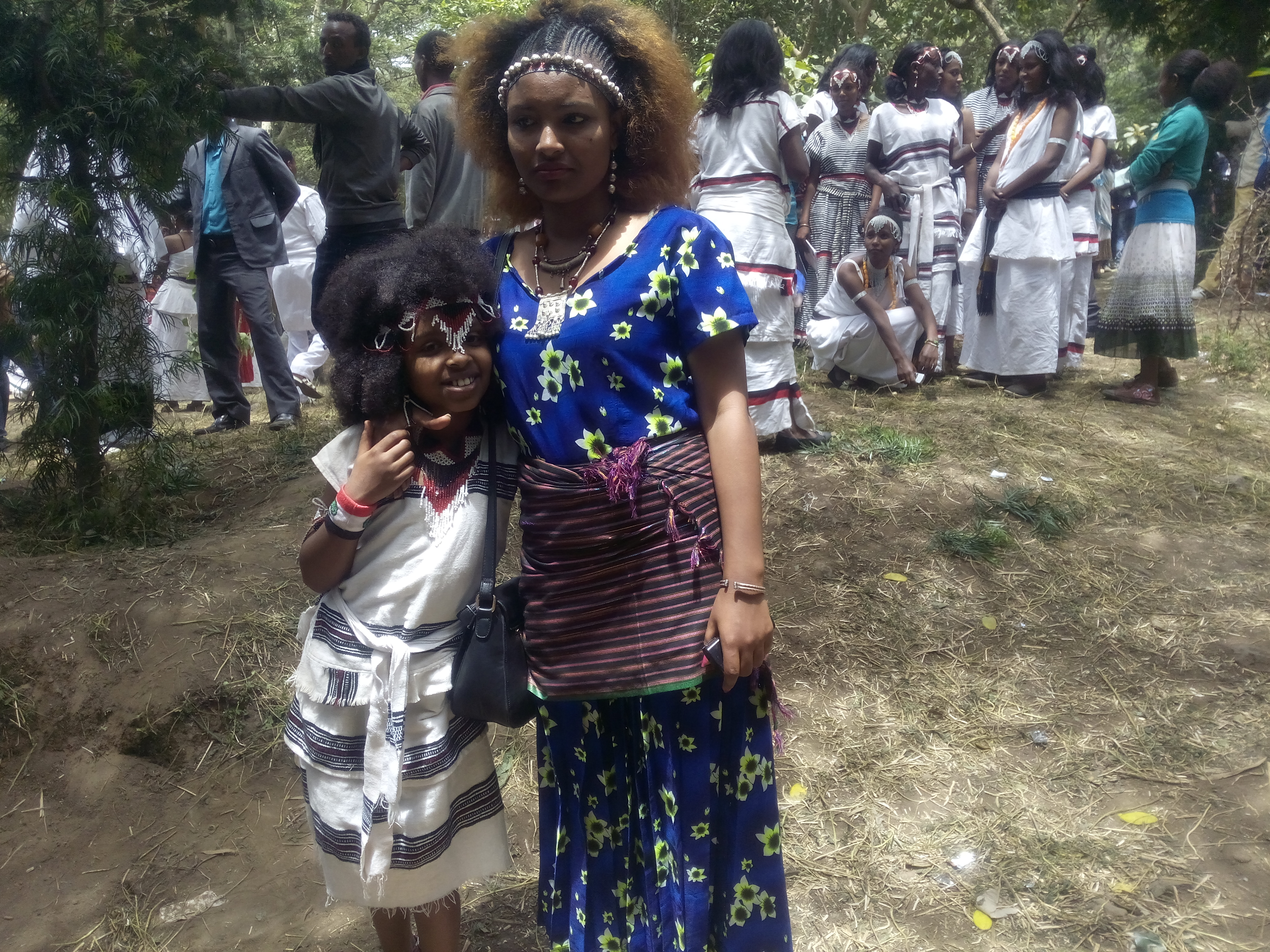
Женщины оромо

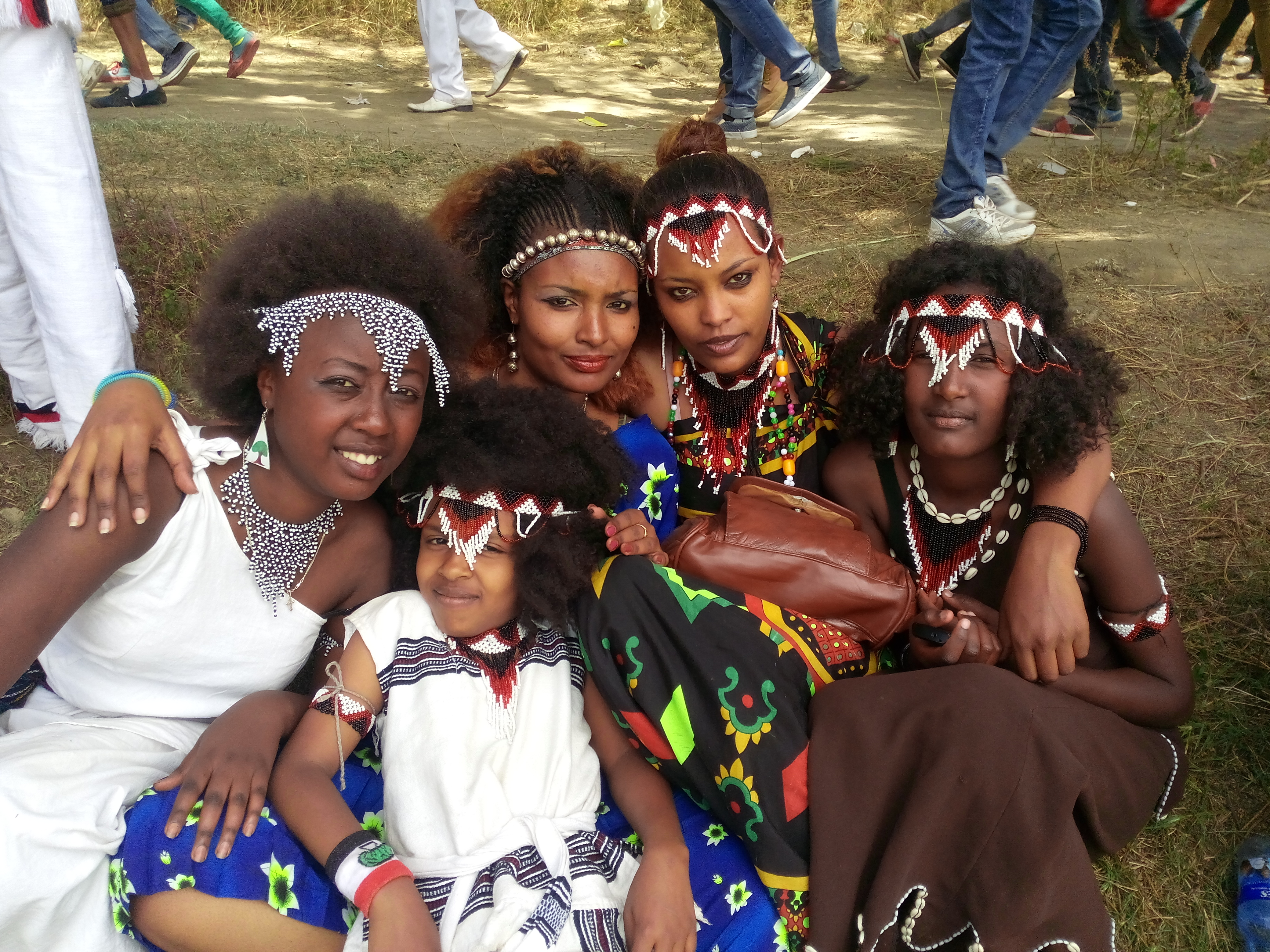
Девушки оромо с разными традиционными причёсками

Ранее как по отношению к народу, так и к языку применялся термин «галла», однако в современной литературе он не используется. Именно «Галла» озаглавлено одно из стихотворений Н. С. Гумилёва, посвящённое оромо и вошедшее в его абиссинский цикл.

## Язык
Язык оромо относится к кушитской языковой семье, которая входит в афразийскую макросемью. Распадается на очень различающиеся между собой диалекты. Письменность оромо с 1991 года на латинской основе, до этого использовалось эфиопское пиьсмо.

## Место проживания
Оромо делятся на региональные и племенные группы: Центральная Эфиопия — тулама; Западная Эфиопия — мэча; Юго-Восточная Эфиопия — арси, итту, котту, поле, джарсо, ала, бабиле и др.; Юг Эфиопии — борана; Север Эфиопии — азебу, райя, волло. В Кении живут гуджи, часть борана (кочевые скотоводы), а также оромо (земледельцы долины реки Тана, смешавшиеся с банту) и бродячие охотники вату.

## Религия
Более половины оромо исповедуют ислам суннитского толка, есть христиане (миафизиты, лютеране и католики). Также распространены традиционные верования и культы: анимизм, культ первопредка оромо, пророка Абба Муда, небесного бога Уака, божеств земли.

## История

Территория основного расселения народа оромо

Оромо начали селиться на землях Эфиопии и северной Кении задолго до XVI века, однако всеобщее переселение кочевников-скотоводов оромо из района Африканского Рога на территорию Эфиопии началась лишь в 20-х годах XVI века. С 60-х годов XVI века переселение стало очень интенсивным и проходило в трёх направлениях: северном, северо-восточном и западном. В это время оромо представляли собой совокупность множества племён, которые были однородны в культурном отношении и составляли единую культурную общность. Племена оромо образовывали два крупных союза племён — барайтума и боран. Местное население редко оказывало сопротивление; как правило, жители пытались найти убежище в труднодоступных местах и оставались там после захвата их земли племенами оромо. Большинство населения захватываемых территорий либо подвергалось физическому уничтожению, либо ассимилировалось. Ассимиляции способствовал существовавший у оромо институт усыновления иноплеменников. Принятые юноши из местного населения включались в систему возрастных классов оромо, но получали иной социальный статус. Когда среди оромо сохранялись незначительные по численности не ассимилированные группы местного населения, они превращались в эндогамные группы, взаимоотношения с которыми были от военных столкновений до даннических отношений или взаимовыгодных контактов. Районы расселения были неоднородными, оромо попадали в различные экологические условия, вступали во взаимодействие с различными этническими группами. В некоторых случаях и сами оромо подвергались ассимиляции.
Миграции оромо привели к тому, что этот культурно-однородный этнос распался; исчезла структура социального взаимодействия некоторых прежних общностей (боран). На смену им пришли новые общности, сложившиеся на основе единства социальной практики у территориальных групп оромо. У некоторой части оромо появились исламские государства: Уолло, Джимма, Лиму, Гумо, Гома, Гера. В XVIII—XIX веках оромо нанимались на службу к эфиопским правителям и преобладали в эфиопской армии, в то время как знать оромо играла важную политическую роль.
Во второй половине XIX века почти все земли оромо были насильственно присоединены к Эфиопии. До середины 1970-х годов официальной политикой эфиопского правительства была принудительная амхаризация и христианизация населения, что вело к усилению процессов этнической консолидации. Отдельные территориальные группы оромо (в областях Волло, Бегемдыр, Годжам, в Аддис-Абебе и др.) ассимилировались амхара, в пограничных юго-восточных районах — сомалийцами.

## Традиционные занятия
- Пашенное и ручное земледелие (в районе г. Харэр с применением искусственного орошения)[3].
- Животноводство (крупный и мелкий рогатый скот, ослы, лошади и др.).
- Скотоводство (на юге встречаются группы кочевых и полукочевых скотоводов)[3].

## Традиционное жилище
Шатры и хижины из шкур.

## Традиционная одежда
У мужчин традиционной одеждой являются штаны, туникообразная рубаха, украшенные вышивкой, и шляпа. У женщин — кожаная юбка и плащ.

## Традиционная пища
Пресный хлеб из теффа, пшеницы и пр. Употребляют острые мясные соусы, пряности, напиток из ячменя вроде пива, кофе и лёгкий алкогольный напиток из мёда.

## Традиционные представления
У оромо широко применяется символика чисел. Уже в древности оромо классифицировали окружающий их мир природы и мир людей и присваивали каждому виду явлений своё число, становившееся символом этого вида явлений и связывавшего его через систему чисел-символов с другими явлениями в единую стройную картину мира. Отправным пунктом их числовой символики стало тело самого человека. Оромо применяют данную символику в различных областях знаний: культурологии, философии, этике и эстетике, этнологии, истории, географии, астрологии, традиционном религиоведении, педагогике и т. д.

## Социальная организация
Центральным институтом социальной организации оромо исконно является система возрастных классов — гадаа. В настоящее время она сохранилась на юге Эфиопии. Её основным структурным принципом является деление на генеалогические поколения. Интервал между поколениями составляет 40 лет и включает пять возрастных классов, последовательно проходивших через пятизвенную систему возрастных степеней. Все возрастные классы являются корпоративными объединениями, каждое из которых исполняет ряд нормативно определенных функций (хозяйственных, военных, ритуальных). Функцию организатора жизнедеятельности социального организма возрастной класс получал при переходе в возрастную степень луба — степень «правления». В степени «правления» в возрастном классе выбиралась группа лидеров, так называемый совет гада. Все три основных функции по руководству племенем, — организационно-управленческую, военную, религиозно-идеологическую — у оромо осуществляет совет гада. В религиозно-идеологической сфере действует помимо совета гада религиозный лидер абба муда («отец помазания»). В период ведения военных действий всё управление сосредотачивается в руках военного лидера — абба дула («отец войны»). Ядром общины является патрилинейная родовая группа. Соседние деревни, как правило, населены родственными группами. Важная роль в сельскохозяйственном производстве и общественной жизни принадлежит группам соседской трудовой взаимопомощи. Часть оромо работает по найму в промышленности и сельском хозяйстве; в последнее время увеличивается национальная интеллигенция.